# 선생
선생(先生)이란 학문적으로나 덕망이 높은 사람, 혹은 사회적으로 존경받을 만한 위치의 사람, 학예가 뛰어난 사람, 각 관청과 관아(官衙)의 전임자를 가리키던 일종의 존칭 또는 경칭으로 고대사회부터 근대사회의 호칭이었다. 중국, 한국, 베트남, 일본 등에서 활용되었다. 문자 그대로 번역하면 "다른 사람보다 먼저 태어난 사람" 또는 "먼저 온 사람"을 의미한다.
선생이라는 단어는 보통 연장자에게 쓰였으나 중국은 당나라 이후, 한국은 성리학이 전파된 고려시대 이후 나이가 자신보다 어린 사람이더라도 학덕이 높은 사람에게는 함부로 이름을 부르지 않고 선생이라 불렀다. 또한 중국과 한국에서는 사람의 이름을 함부로 불러서는 안 된다 하여 호(號)와 시호를 사용하였다.
교육자에 대해서도 선생이라는 호칭이 있었으나 그밖에 강사, 훈장 등으로도 불렀으며 근대 이후로는 교사로 부른다. 현대에 와서는 정치인에게도 쓰였고, 초등학교, 중학교, 고등학교의 교사, 대학교의 교수, 학원의 강사 등에게도 폭넓게 쓰인다. 근현대에 와서는 전임자에게는 선생이라 하지 않고 선임 또는 전임자라 부른다.

## 정치
정치인 중에도 존경할 만한 정치인 중 학위나 장군 등의 지위가 없는 일반 정치인에게 선생이라는 존칭을 붙였다. 이 경우 이름이나 호 뒤에 선생이라는 호칭을 붙여서 사용하였다. 또한 중국과 한국에서는 먼저 관직을 역임한 사람에게도 선생이라 이름붙였다. 선생안(先生案)이라 하여 관청이나 관아의 직책을 역임한 역대 부서장과 부서의 두 번째, 세 번째 지위에 있었던 사람들의 이름과 임기를 적은 책도 있었다. 그에 따라 전임자에게도 선생이라는 존칭을 붙이게 되었다.

## 같이 보기
- 유교
- 성리학
- 삼공선생안
- 육조선생안
- 호
- 자
- 시호